# Komottajärvi (sjö, lat 66,40, long 26,03)
Komottajärvi är en sjö i Finland. Den ligger i kommunen Rovaniemi i landskapet Lappland, i den norra delen av landet, 700 km norr om huvudstaden Helsingfors. Komottajärvi ligger 99,1 meter över havet. Arean är 19,2 hektar och strandlinjen är 2,64 kilometer lång. Sjön  ingår i Kemi älvs huvudavrinningsområde. 